# L'Arche de Rantanplan
L'Arche de Rantanplan est la cent vingt-quatrième histoire de la série Lucky Luke. Écrite par Jul, dessinée par Achdé et mise en couleur par Mel, elle est publiée pour la première fois en album le 21 octobre 2022 dans la collection Les Aventures de Lucky Luke d'après Morris, no 10.

## Résumé
Lucky Luke se rend à Cattle Gulch, une ville d’éleveurs de bétail, pour prendre livraison d’un troupeau et, pense-t-il, pouvoir déjeuner d’un bon steak. Son déjeuner est interrompu par des cris provenant d’une bande de cowboys s’apprêtant à lyncher un individu qui aurait volé un cheval. Ce dernier explique qu’il a simplement voulu rendre la liberté à ce cheval qui était attaché.
Pour le remercier de l'avoir sauvé du lynchage, l’individu, dénommé Ovide Byrde, invite Lucky Luke à visiter les locaux de son association, une société protectrice des animaux, dont il est président et unique membre. Lucky Luke découvre que Rantanplan a été recueilli par son hôte. Il se propose alors de ramener Rantanplan à son pénitencier. C’est ainsi qu’un bandit mexicain, Tacos Cornseed, dont la libération est proche, apprend qu’Ovide Byrde, devenu riche grâce à une mine d'or découverte par Rantanplan, projette de convertir les habitants de Cattle Gulch au régime végétarien. Tacos Cornseed imagine alors un plan diabolique utilisant Ovide Byrde pour mettre la ville en coupe réglée et s’emparer de la fortune de ses habitants….

## Clins d'œil, références et caricatures

### Personnages
Lucky Luke
Jolly jumper
Ovide Byrde : un très grand fan des animaux et déteste qu'on les maltraite ou les mange, il forme une association dont la mascotte est Rantanplan. 
Tacos Corneseed : un desperado de la pire espèce. 
Rantanplan